# Doriva
Dorival Guidoni Júnior, detto Doriva (Nhandeara, 28 maggio 1972), è un allenatore di calcio ed ex calciatore brasiliano, di ruolo centrocampista.

## Caratteristiche tecniche
Giocava come centrocampista difensivo.

## Carriera

### Club
Cresciuto nel settore giovanile del San Paolo, entrò in prima squadra nel 1991: nel 1992 e nel 1993 fu inviato in prestito all'Anapolina e al Goiânia, squadre che disputavano il Campionato Goiano, per fare esperienza. Tornato al San Paolo, giocò 12 partite nel campionato nazionale (debuttando così in una competizione ufficiale con la maglia del club), e fu impiegato come titolare nelle due partite della finale della Supercoppa Sudamericana 1993 e nella Coppa Intercontinentale 1993. Nel 1994 vinse un altro titolo, la Coppa CONMEBOL 1994, senza però giocare in finale; nel campionato brasiliano assommò 21 presenze.
Nel 1995 lasciò il San Paolo e passò al XV de Piracicaba, club di terza serie nazionale con cui la TAM, società  proprietaria del cartellino di Doriva, aveva degli accordi. Dopo aver vinto il campionato di Série C, Doriva fu ceduto all'Atlético Mineiro insieme a Júlio César. Con la squadra di Belo Horizonte fu subito titolare sia nel campionato nazionale che in quello statale, e superò le 100 presenze nelle tre stagioni disputate. Nel 1997 fu acquistato per la prima volta da una società europea, il Porto. Alla prima stagione giocò 13 gare, tutte dall'inizio; alla seconda presenziò in 17 occasioni, con 4 gol.
Nel 1999 passò alla Sampdoria, con cui giocò 17 partite in Serie A 1998-1999, esordendo in massima serie italiana il 24 gennaio 1999 contro l'Udinese; partecipò anche alla stagione 1999-2000 del club, trascorsa in Serie B. Nel 2000 passò al Celta Vigo, con cui disputò 17 gare in campionato, 6 nell'Intertoto 2000 e 5 in Coppa UEFA. Dopo un'altra stagione il club lo mandò in prestito, nel gennaio 2003, al Middlesbrough. In seguito il club inglese lo ottenne a titolo definitivo, e Doriva giocò un totale di 4 stagioni in Premier League. Nel 2005 fu ceduto al Blackpool, ma non debuttò mai; tornato in Brasile, nel Campionato Paulista, decise di ritirarsi il 16 gennaio 2008 a seguito di alcuni test fisici che rivelarono problemi cardiaci.

### Nazionale
Doriva debuttò in Nazionale in una gara ufficiale il 17 maggio 1995 contro Israele; in quell'anno giocò anche contro il Giappone, il 6 giugno. Nel 1996 disputò un'altra amichevole, contro il Camerun (13 novembre). Anche nel 1997 giocò delle amichevoli, contro Polonia (26 febbraio), Galles (11 novembre) e Sudafrica (7 dicembre), e una gara di Confederations Cup contro l'Australia (14 dicembre). Nel 1998 fu convocato per il Campionato mondiale: era considerato la riserva del capitano Dunga. Disputò 4 amichevoli pre-Mondiale, contro Stati Uniti (10 febbraio), Giamaica (15 febbraio), Germania (26 marzo) e Andorra (3 giugno); giocò un unico incontro al Mondiale, che fu anche la sua ultima apparizione in Nazionale: la partita del 16 giugno contro il Marocco.

## Statistiche

### Cronologia presenze e reti in nazionale
| Cronologia completa delle presenze e delle reti in nazionale ― Brasile | Cronologia completa delle presenze e delle reti in nazionale ― Brasile | Cronologia completa delle presenze e delle reti in nazionale ― Brasile | Cronologia completa delle presenze e delle reti in nazionale ― Brasile | Cronologia completa delle presenze e delle reti in nazionale ― Brasile | Cronologia completa delle presenze e delle reti in nazionale ― Brasile | Cronologia completa delle presenze e delle reti in nazionale ― Brasile | Cronologia completa delle presenze e delle reti in nazionale ― Brasile |
| Data                                                                   | Città                                                                  | In casa                                                                | Risultato                                                              | Ospiti                                                                 | Competizione                                                           | Reti                                                                   | Note                                                                   |
| ---------------------------------------------------------------------- | ---------------------------------------------------------------------- | ---------------------------------------------------------------------- | ---------------------------------------------------------------------- | ---------------------------------------------------------------------- | ---------------------------------------------------------------------- | ---------------------------------------------------------------------- | ---------------------------------------------------------------------- |
| 17-5-1995                                                              | Ramat Gan                                                              | Israele                                                                | 1 – 2                                                                  | Brasile                                                                | Amichevole                                                             | -                                                                      |                                                                        |
| 6-6-1995                                                               | Liverpool                                                              | Brasile                                                                | 3 – 0                                                                  | Giappone                                                               | Amichevole                                                             | -                                                                      |                                                                        |
| 13-11-1996                                                             | Curitiba                                                               | Brasile                                                                | 2 – 0                                                                  | Camerun                                                                | Amichevole                                                             | -                                                                      |                                                                        |
| 26-2-1997                                                              | Goiânia                                                                | Brasile                                                                | 4 – 2                                                                  | Polonia                                                                | Amichevole                                                             | -                                                                      |                                                                        |
| 11-11-1997                                                             | Brasilia                                                               | Brasile                                                                | 3 – 0                                                                  | Galles                                                                 | Amichevole                                                             | -                                                                      |                                                                        |
| 7-12-1997                                                              | Johannesburg                                                           | Sudafrica                                                              | 1 – 2                                                                  | Brasile                                                                | Amichevole                                                             | -                                                                      | 81’                                                                    |
| 14-12-1997                                                             | Riad                                                                   | Australia                                                              | 0 – 0                                                                  | Brasile                                                                | Conf. Cup 1997 - 1º turno                                              | -                                                                      | 88’                                                                    |
| 10-2-1998                                                              | Los Angeles                                                            | Stati Uniti                                                            | 1 – 0                                                                  | Brasile                                                                | Gold Cup 1998 - Semifinale                                             | -                                                                      | 7’                                                                     |
| 15-2-1998                                                              | Los Angeles                                                            | Brasile                                                                | 1 – 0                                                                  | Giamaica                                                               | Gold Cup 1998 - Finale 3º posto                                        | -                                                                      |                                                                        |
| 25-3-1998                                                              | Stoccarda                                                              | Germania                                                               | 1 – 2                                                                  | Brasile                                                                | Amichevole                                                             | -                                                                      | 80’                                                                    |
| 3-6-1998                                                               | Saint-Ouen                                                             | Andorra                                                                | 0 – 3                                                                  | Brasile                                                                | Amichevole                                                             | -                                                                      | 46’                                                                    |
| 16-6-1998                                                              | Nantes                                                                 | Brasile                                                                | 3 – 0                                                                  | Marocco                                                                | Mondiali 1998 - 1º turno                                               | -                                                                      | 68’                                                                    |
| Totale                                                                 |                                                                        | Presenze                                                               | 12                                                                     |                                                                        | Reti                                                                   | 0                                                                      |                                                                        |

## Palmarès

### Club

#### Competizioni nazionali
- Campeonato Brasileiro Série C: 1

XV de Piracicaba: 1995
- Campionato portoghese: 2

Porto: 1997-1998, 1998-1999
- Coppa del Portogallo: 1

Porto: 1997-1998
- Supercoppa di Portogallo: 1

Porto: 1998
- Coppa di Lega inglese: 1

Middlesbrough: 2003-2004

#### Competizioni internazionali
- Coppa Libertadores: 1

San Paolo: 1993
- Recopa Sudamericana: 2

San Paolo: 1993, 1994
- Supercoppa Sudamericana: 1

San Paolo: 1993
- Coppa Intercontinentale: 1

San Paolo: 1993
- Coppa CONMEBOL: 2

San Paolo: 1994
Atletico Mineiro: 1997
- Coppa Intertoto UEFA: 1

Celta Vigo: 2000

### Nazionale
- Confederations Cup: 1

1997

### Allenatore

#### Competizioni nazionali
- Campionato paulista: 1

Ituano: 2014
- Campionato Carioca: 1

Vasco da Gama: 2015

### Individuale
- Bola de Prata: 1

1997